# Klefbeck
Klefbeck är en prästsläkt med rötter i Vilske-Kleva socken i Västergötland (Skara stift). Släktnamnet Klefbeck togs av den förste prästen i släkten, Jonas (1678-1741), genom en kombination av sockennamnet och namnet på familjens gård Bäcken. Bland senare präster är den mest kände Ernst Klefbeck (1866-1950) som var socialdemokratisk riksdagsman, grundare av idrottsföreningen SoIK Hellas samt den förste kyrkoherden i Sofia församling i Stockholm.
Den 31 december 2006 fanns det 22 personer i Sverige som bar efternamnet. En gren av släkten började på 1800-talet stava namnet Klefbäck. Tack vare utvandring under 1800-talet finns släkten idag även i USA.